# Fonds Malala
Le fonds Malala (nom original : Malala Funds) est une organisation internationale à but non lucratif qui milite en faveur de l'éducation des filles. Elle est cofondée en 2013 par Malala Yousafzai, militante pakistanaise pour l'éducation des femmes et plus jeune lauréate du prix Nobel, et son père, Ziauddin Yousafzai,. L’objectif de l’organisation est de permettre à chaque fille de suivre pendant au moins 12 ans une éducation gratuite et de qualité.
En juillet 2020, l'organisation compte 48 employés et soutient 58 activistes en faveur de l'éducation des femmes travaillant en Afghanistan, au Brésil, en Éthiopie, en Inde, au Liban, au Nigeria, au Pakistan et en Turquie,,.

## Histoire
La première contribution au Fonds Malala est faite en 2013 par Angelina Jolie, qui fait un don de 200 000 $. Le don est utilisé pour financer l'éducation de filles dans la vallée de Swat au Pakistan, d'où Malala Yousafzai est originaire,.
En 2014, le Fonds Malala aide à construire une école secondaire pour filles dans une zone rurale du Kenya. Il permet également, au Pakistan, à des enfants fuyant l'Insurrection islamiste et des inondations de recevoir des fournitures scolaires et de poursuivre leur scolarité.
En 2015, lorsque le gouvernement du Sierra Leone ferme les écoles en raison de l'épidémie d'Ebola, le Fonds Malala achète des radios et créé des salles de classe pour que 1 200 filles puissent poursuivre leurs études,.
À la suite du plaidoyer de Malala Yousafzai en faveur des filles au Nigeria, le Fonds promet de financer la scolarité des écolières de Chibok, qui ont été enlevées par Boko Haram, afin qu'elles puissent terminer leurs études secondaires,.
Le 12 juillet 2015, le jour de ses 18 ans, Malala Yousafzai annonce le financement, par l'intermédiaire du Fonds Malala, d'une école secondaire dans la vallée de la Bekaa, au Liban, pour les réfugiées syriennes.
En 2016, Malala Yousafzai visite le camp de réfugiés de Dadaab, au Kenya, et assiste à la remise de diplômes de réfugiées ayant suivi un programme de mentorat sur le leadership et les compétences sociales, soutenu par le Fonds Malala,.
En décembre 2016, la Fondation Bill & Melinda Gates fait don de 4 millions de dollars pour aider le Fonds Malala à lancer l'Education Champion Network afin de soutenir l'éducation dans les pays en développement,.
En 2018, l'entreprise Apple s'associe au Fonds pour fournir des appareils technologiques, une aide pédagogique et des recherches en politiques publiques en Inde et en Amérique latine, avec le but d'y éduquer plus de 100 000 filles,. Un projet au Brésil est également prévu,.
Pendant la pandémie de Covid, le Fonds rédige, avec l'Unesco, l'Unicef et l'United Nations Girls' Education Initiative (créé par l'Organisation des Nations unies pour la scolarisation des filles), un « guide de rescolarisation » adressé aux gouvernements. Autour du monde, des écoles ont été fermées et le guide veut éviter que ces fermetures permettent un retour en arrière pour l'éducation des filles.

## Programmes

### Education Champion Network
Le Fonds Malala soutient des activistes et programmes locaux visant à faire progresser l'éducation secondaire des filles dans le monde. Les pays actuellement identifiés comme prioritaires par le Fonds sont l'Afghanistan, le Brésil, l'Éthiopie, l'Inde, le Liban, le Nigeria, le Pakistan et la Turquie,.
Au Pakistan, le Fonds travaille notamment en lien avec Gulalai Ismail, présidente de l'organisation Aware Girls, dont Malala Yousafzai est une ancienne élève,.

### Recherche et activisme
Malala et Ziauddin Yousafzai, le personnel du Fonds Malala, ainsi que les membres de l'Education Champion Network plaident pour l'éducation des filles dans des conférences ou via des rencontres avec des dirigeants politiques,,,. Leurs objectifs sont l'augmentation des investissements pour l'éducation des filles et l’élimination des obstacles qui empêchent les filles d'aller à l'école, tels que le mariage précoce, le travail des enfants, les conflits et la discrimination sexiste.
En juin 2018, le Fonds Malala contribue à obtenir un engagement de 2,9 milliards de dollars en faveur de l'éducation des filles de la part des pays du G7 et de la Banque mondiale,.

### Assembly
En juillet 2018, le Fonds lance Assembly, une publication numérique regroupant des témoignages de filles et femmes destinés à inspirer dans la lutte pour l'éducation des filles et, plus largement, pour l'égalité,. Assembly remporte le prix de la meilleure newsletter par courrier électronique à l'édition 2020 des Webby Awards.

## Dans la culture populaire
L'organisation est présentée dans le documentaire Il m'a appelée Malala, et dans l'autobiographie de Malala, Je suis Malala.